# 日本会館
日本会館（にほんかいかん）は、かつて東京都渋谷区桜丘町18番地にあった集合住宅。桜丘町には、同時期に東洋会館、渋谷会館が集合住宅として所在した。

## 遺構等
植木等が出演した映画等により、当時の建物が映像に残されている。
かつて存在した場所には、日本会館の立て札が造られている。現在も日本会館 (以前の建物と同じ名前 )として、1階にはコンビニエンスストアが入居している。